# Sherzad (huyện)
Sherzad là một huyện thuộc tỉnh Nangarhar, Afghanistan. Dân số thời điểm năm 1999 là 47,801 người.